# Commercial
Commercial es el sexto álbum de estudio de la banda Los Amigos Invisibles. Fue lanzado al mercado el 9 de junio de 2009 en Venezuela, en un acuerdo con la cadena de tiendas BECO y la línea de ropa Missile. El vocalista de la banda, Julio Briceño, declaró que el disco se llama Commercial porque todas las canciones son muy pegadizas y también porque hace referencia a la música de los comerciales. El álbum cuenta con las colaboraciones de C-Funk (Plastic Woman), Jorge González Ríos (Dulce), y Natalia Lafourcade (Viviré Para Ti).

## Lista de canciones
1. Fuerza
2. Mentiras
3. Viviré para ti
4. Desnudos
5. Sueño erótico
6. Loco por tu amor
7. Burundanga
8. Plastic Woman
9. In Love With U
10. Romántico Palman Izum
11. Como sabes tú
12. Merengue killa
13. Dubi dubi
14. Oyeme nena
15. Dulce
16. Es la verdad

## Premios
- 2009 - Premios Grammy Latinos como "Mejor álbum alternativo" de Los Amigos Invisibles.[1]